# Atletica leggera alla XXIX Universiade - 10000 metri piani femminili
I 10000 metri piani femminili alla XXIX Universiade si sono svolti il 23 agosto 2017.

## Risultati
| Posizione | Nome                | Nazione      | Tempo    | Note                          |
| --------- | ------------------- | ------------ | -------- | ----------------------------- |
|           | Dar'ja Maslova      | Kirghizistan | 33'19"27 |                               |
|           | Sanjivani Jadhav    | India        | 33'22"00 | Miglior prestazione personale |
|           | Ai Hosoda           | Giappone     | 33'27"89 |                               |
| 4         | Yuki Munehisa       | Giappone     | 33'40"45 |                               |
| 5         | Jennifer Nesbitt    | Regno Unito  | 34'01"34 |                               |
| 6         | Andreea Alina Piscu | Romania      | 34'19"79 | Miglior prestazione personale |
| 7         | Isobel Batt-Doyle   | Australia    | 34'32"13 |                               |
| 8         | Claire Sumner       | Canada       | 34'41"24 |                               |
| 9         | Emma Mitchell       | Irlanda      | 34'51"62 |                               |
| 10        | Louise Small        | Regno Unito  | 35'03"93 |                               |
| 11        | Irene van Lieshout  | Paesi Bassi  | 35'11"38 |                               |
| 12        | Natsuki Sekiya      | Giappone     | 35'21"19 |                               |
| 13        | Annet Chebet        | Uganda       | 35'46"19 | Miglior prestazione personale |
|           | Sevilay Eytemiş     | Turchia      | DNF      |                               |
|           | Brenda Flores       | Messico      | DNF      |                               |
|           | Büşra Koku          | Turchia      | DNF      |                               |
|           | Esma Aydemir        | Turchia      | DNS      |                               |
|           | Claudia Cornejo     | Bolivia      | DNS      |                               |
|           | Lina Pantoja        | Colombia     | DNS      |                               |